# アツギケカビ目
アツギケカビ目 Endogonalesはアツギケカビ Endogoneなどが属する真菌の目であり、かつては、接合菌門 接合菌綱に属していた(現在は接合菌は単系統でないとされる)。接合菌類中で数少ない子実体を形成するものとして知られている。

## 特徴
子実体は球形に近い楕円形で、直径数 mm程度である。土壌中やコケの間、時には倒木などで見いだされる。表面は不規則にからまった菌糸に覆われ、その内部に胞子の集まり（グレバ）を含む。この胞子は実際には接合胞子嚢であり、球形か楕円形で厚い壁をもっている。
この類は培養法が十分に判明しておらず、そのため研究が進んでいない。主として土壌中、あるいはコケの間などに見られる。菌糸がよく発達する菌糸体を作り、一部は樹木の根に外生菌根を形成するなどの共生関係を持っているとされる。
胞子嚢の形成は確認されていない。子実体の中に接合胞子嚢を形成する。接合胞子嚢は、同型の配偶子嚢の接合によって生じ、接合部から出芽するようにして接合胞子嚢が形成される。

## 分類と系統
接合胞子嚢が形成されることから、接合菌門接合菌綱であると見なされ、当初はケカビ目アツギケカビ科にその他の属(Glaziella,Sphaerocra)とともにまとめられた。また、その当時のアツギケカビ属には後にグロムス属やModicellaに移されたものも含まれていた。
その後、グロムス系の菌類については、研究法の進歩により多くの種が見いだされ、子実体を形成しないものも発見され、それらもこの群に所属させた。また、その自然界における重要性が判明するにつれ、多くの注目を引くことになった。そのため1980年代から1990年代にかけて一時的にこの群の種数が大いに増え、多数の論文が出ることになった。しかし、それらが独立群であると認められて抜けた後には相変わらずよく分かっていない小群だけが残った、というのが現状である。
現在のこの群には接合胞子のみを形成する種のみが含まれ、腐生菌か高等植物に外生菌根を形成する。ごく一部については菌糸までの培養に成功している。現在、この目に所属しているのはアツギケカビ Endogone、Pteridiospora、Sclerogone、Yungiomyces、Densosporaの５つで、すべてアツギケカビ科 Endogonaceaeにまとめる。全部で30種近くが知られ、そのうち20種はアツギケカビ属である。
接合菌類のその他の群との関係もあまりはっきりしないが、近年、ケカビ目に含まれていたクサレケカビ類が実は他のケカビ類とは系統が異なり、むしろアツギケカビと近縁であるらしいと言われるようになった。